# Rio Pericumã
Rio Pericumã är ett vattendrag i Brasilien.   Det ligger i delstaten Maranhão, i den nordöstra delen av landet, 1 500 km norr om huvudstaden Brasília.
Trakten runt Rio Pericumã består huvudsakligen av våtmarker. Runt Rio Pericumã är det glesbefolkat, med 16 invånare per kvadratkilometer.